# Плавання на літніх Олімпійських іграх 2020 — марафон 10 кілометрів (жінки)
Змагання з плавання на 10 кілометрів серед жінок на літніх Олімпійських іграх 2020 відбулися 4 серпня 2021 року в Морському парку Одайба. Це була четверта поява цієї дисципліни на Олімпійських іграх. Уперше її провели 2008 року.

## Кваліфікація
У змаганнях з плавання на 10 кілометрів на відкритій воді серед жінок візьмуть участь 25 плавчинь:
- 10: Плавчині, що посіли перші 10 місць в плаванні на 10 км на чемпіонат світу з водних видів спорту 2019 (щонайбільше 2 від кожної НОК)
- 9: Плавчині, що посіли перші 9 місць під час Олімпійського марафонського кваліфікаційного запливу 2020, у якому право на участь мали тільки ті НОК, що ще не кваліфікувались під час Чемпіонату світу (щонайбільше 1 від кожної НОК)
- 5: По одній представниці від кожного континента (Африка, Америка, Азія, Європа і Океанія), згідно з місцями, які посіли плавчині під час Олімпійського кваліфікаційного запливу 2020
- 1: Від країни-господарки (Японія), якщо її плавчиня ще не кваліфікувалася іншим способом. Якщо ж японська плавчиня вже кваліфікувалася іншим способом, то її квота перерозподіляється через загальний відбір Олімпійського кваліфікаціного запливу 2020.

## Формат змагань
На відміну від інших плавальних дисциплін, чоловічий і жіночий марафонські запливи відбудуться на відкритій воді. Не буде жодних попередніх запливів, а тільки єдиний масс-старт. Заплив проводиться вільним стилем без жодних вимог до гребків.

## Розклад
Часовий пояс - японський стандартний час (UTC + 9)
| Дата     | Час  | Раунд |
| -------- | ---- | ----- |
| 4 серпня | 7:00 | Фінал |

## Результати
| Місце | Плавчиня               | Країна                           | Час       | Відставання | Примітки     |
| ----- | ---------------------- | -------------------------------- | --------- | ----------- | ------------ |
| 1     | Ана Марсела Куня       | Бразилія (BRA)                   | 1:59:30.8 |             |              |
| 2     | Шарон ван Раувендал    | Нідерланди (NED)                 | 1:59:31.7 | +0.9        |              |
| 3     | Каріна Лі              | Австралія (AUS)                  | 1:59:32.5 | +1.7        |              |
| 4     | Анна Олас              | Угорщина (HUN)                   | 1:59:34.8 | +4.0        |              |
| 5     | Леоні Бек              | Німеччина (GER)                  | 1:59:35.1 | +4.3        |              |
| 6     | Гейлі Андерсон         | США (USA)                        | 1:59:36.9 | +6.1        |              |
| 7     | Ешлі Твічелл           | США (USA)                        | 1:59:37.9 | +7.1        |              |
| 8     | Сінь Сінь              | Китай (CHN)                      | 2:00:10.1 | +39.3       | Попередження |
| 9     | Лара Гранжон           | Франція (FRA)                    | 2:00:57.3 | +1:26.5     |              |
| 10    | Фіннія Вунрам          | Німеччина (GER)                  | 2:01:01.9 | +1:31.1     |              |
| 11    | Саманта Аревало        | Еквадор (ECU)                    | 2:01:30.6 | +1:59.8     | Попередження |
| 12    | Сесілія Б'яджолі       | Аргентина (ARG)                  | 2:01:31.7 | +2:00.9     |              |
| 13    | Юмі Кіда               | Японія (JPN)                     | 2:01:40.9 | +2:10.1     |              |
| 14    | Ракеле Бруні           | Італія (ITA)                     | 2:02:10.2 | +2:39.4     |              |
| 15    | Анастасія Кірпічнікова | Олімпійський комітет Росії (ROC) | 2:03:17.5 | +3:46.7     |              |
| 16    | Паула Руїс             | Іспанія (ESP)                    | 2:03:17.6 | +3:46.8     | Warning      |
| 17    | Анжеліка Андре         | Португалія (POR)                 | 2:04:40.7 | +5:09.9     |              |
| 18    | Кейт Сандерсон         | Канада (CAN)                     | 2:04:59.1 | +5:28.3     |              |
| 19    | Еліс Деерінг           | Велика Британія (GBR)            | 2:05:03.2 | +5:32.4     |              |
| 20    | Паола Перес            | Венесуела (VEN)                  | 2:05:45.0 | +6:14.2     |              |
| 21    | Мішель Вебер           | ПАР (RSA)                        | 2:06:56.5 | +7:25.7     |              |
| 22    | Христина Панчішко      | Україна (UKR)                    | 2:07:35.1 | +8:04.3     |              |
| 23    | Чантал Лю              | Сінгапур (SGP)                   | 2:08:17.9 | +8:47.1     |              |
| 24    | Шпела Перше            | Словенія (SLO)                   | 2:08:33.0 | +9:02.2     |              |
| 25    | Суад Черуаті           | Алжир (ALG)                      | 2:17:21.6 | +17:50.8    |              |